# Carl Fredrik Meyerfeldt
Carl Fredrik Meyerfeldt, född 1662, död 29 juni 1709, var en svensk militär.
Carl Fredrik Meyerfeldt var son till överstelöjtnanten Andreas Meyerfeldt och Catharina Wolff. Han blev fänrik vid guvernörsregementet i Riga 1680, volontär vid Carl Johan von Königsmarcks regemente i fransk tjänst 1682, löjtnant vid guvernörsregementet i Riga 1685, kapten vid Österbottens regemente 1687, major där 1700 och överstelöjtnant 1703. Samma år var han kommendant på fästningen Vecsēlpils. Han var överste och chef för Österbottens regemente 1708–1709. Han stupade i slaget vid Poltava.